# Követelmények rangsorolása
A követelmények rangsorolását a szoftvertermék-kezelésben használják annak meghatározására, hogy egy szoftvertermék mely követelményei legyenek belefoglalva egy adott kiadásba. A követelményeket azért is priorizálják, hogy minimalizálják a fejlesztés közbeni kockázatot, így a legfontosabb vagy legnagyobb kockázatú követelmények kerülnek először megvalósításra. Számos módszer létezik a szoftverkövetelmények rangsorolásának értékelésére.

## Bevezetés
A szoftvertermék-menedzsmentben számos alfolyamat létezik. Mindenekelőtt a portfóliómenedzsment, ahol a piacról és a partnercégektől származó információk alapján határozzák meg a termékfejlesztési stratégiát. A termékterv (vagy technológiai útiterv ) során azonosítják a portfólióban lévő termékek témáit és alapvető eszközeit, és ütemterveket készítenek. A követelménykezelésben összegyűjtik és rendszerezik a termékre vonatkozó jelölt szoftverkövetelményeket. Végül a kiadástervezési tevékenységben ezek a követelmények rangsorolásra és kiadásra kerülnek kiválasztásra, majd ezt követően lehet előkészíteni a szoftvertermék elindítását. Így a kiadástervezés egyik kulcsfontosságú lépése a követelmények rangsorolása.

## Költség-érték megközelítés
Egy jó és viszonylag könnyen használható módszer a szoftvertermékek követelményeinek rangsorolására a költség-érték megközelítés. Ezt a megközelítést Joachim Karlsson és Kevin Ryan alkotta meg. A megközelítést ezt követően továbbfejlesztették és kereskedelmi forgalomba hozták a Focal Point vállalatnál (amelyet a Telelogic 2005-ben vásárolt meg). Alapötletük az volt, hogy minden egyes jelentkezői követelményre meghatározzák, mennyibe kerülne a követelmény megvalósítása, és mekkora értéke van a követelménynek.
A követelményekhez kapcsolódó értékek és költségek felmérése az Analytic Hierarchy Process (AHP) segítségével történt. Ezt a módszert Thomas Saaty alkotta meg. Alapötlete, hogy minden (jelölt) követelménypár esetében egy személy értékel egy értéket vagy költséget az egyik követelményt összehasonlítva a másikkal. Például, ha egy (Köv1, Köv2) értéke 3, az azt jelenti, hogy az első követelményt háromszor olyan értékesnek tartják, mint a másodikat.  Ez azt is jelenti, hogy (Köv2, Köv1) értéke ⅓. Karlsson és Ryan megközelítésében öt lépést azonosítottak a jelölt követelmények áttekintésére és prioritásuk meghatározására. Ezek az alábbiakban vannak összefoglalva.
1. A követelménymérnökök gondosan átnézik a jelölt követelmények teljességét, és biztosítják, hogy egyértelműen megfogalmazásra kerüljenek.
2. Az ügyfelek és a felhasználók (vagy megfelelő helyetteseik) az AHP páronkénti összehasonlítási módszerét alkalmazzák a jelölt követelmények relatív értékének felmérésére.
3. A tapasztalt szoftvermérnökök az AHP páronkénti összehasonlítását használják az egyes követelmények megvalósításának relatív költségének becslésére.
4. A szoftvermérnök az AHP segítségével kiszámítja minden egyes követelmény relatív értékét és megvalósítási költségét, és ezeket költség-érték diagramon ábrázolja. Az érték a diagram y tengelyén, a becsült költség pedig az x tengelyen látható.
5. Az érintettek a költség-érték diagramot használják koncepcionális térképként a jelölt követelmények elemzéséhez és megvitatásához. Ezután a szoftvermenedzserek prioritizálják a követelményeket és eldöntik, melyeket valósítják meg.

A költség-érték megközelítés és általában a követelmények rangsorolása a szoftvertermék-menedzsment kontextusába helyezhető. Mint korábban említettük, a kiadás tervezése ennek a folyamatnak a része. A szoftverkövetelmények rangsorolása a kiadástervezési folyamatának egy részfolyamata.
A kiadástervezési folyamata a következő részfolyamatokból áll:
1. Követelmények rangsorolása
2. Követelmények kiválasztása
3. Kiadási követelmények meghatározása
4. Kiadási követelmények érvényesítése
5. Bevezetés előkészítése

## Egyéb prioritási technikák
- Minőségi Funkció Bevezetése (QFD)
- Bináris keresőfa (BST)
- Sorrendi Prioritás Megközelítés (OPA)
- Játék tervezés (PG)
- PROMETHEE
- 100 pontos módszer (100P), más néven kumulatív szavazás
- AHP-vel kombinált tervezési játék (PGcAHP)
- Moszkva módszer
- ICE pontozási modell a gyors rangsoroláshoz (ICE pontszám = Hatás * Magabiztosság * Könnyedség)[4]
- RICE pontozási modell a gyors rangsoroláshoz (RICE pontszám = (Elérés * Hatás * Magabiztosság) / Erőfeszítés)
- Szoftverfejlesztési kockázat: Megértés és kezelés (SZÉRUM)
- Fejlődés
- Értékorientált prioritási módszer (VOP)
- Minimális feszítőfa (MST),
- Buborékos rendezés (BS),
- Numerikus besorolás

## Fordítás
Ez a szócikk részben vagy egészben  a   Requirement prioritization című angol Wikipédia-szócikk ezen változatának fordításán alapul.  Az eredeti cikk szerkesztőit annak laptörténete sorolja fel. Ez a jelzés csupán a megfogalmazás eredetét és a szerzői jogokat jelzi, nem szolgál a cikkben szereplő információk forrásmegjelöléseként.

## További irodalom
- I. van de Weerd, Sjaak Brinkkemper, R. Nieuwenhuis, J. Versendaal and L. Bijlsma (2006). A Reference Framework for Software Product Management. Scientific Report. Department of Information and Computing Sciences, Utrecht University, The Netherlands, 2006. Submitted for publication.